# Banjomal
Banjomal (Bunocephalus knerii) är en fiskart som beskrevs av Franz Steindachner 1882. Banjomal ingår i släktet Bunocephalus och familjen Aspredinidae. IUCN kategoriserar arten globalt som livskraftig. Inga underarter finns listade.